# Lasse Hallström
Lars Sven "Lasse" Hallström, (Stockholm, 2. lipnja 1946.) švedski je filmski redatelj.

## Životopis
Lars Hallström je sin zubara Nilsa Hallströma i spisateljice Karin Lyberg.
Prije nego što je postao popularan i poznat kao redatelj igranih filmova, bio je poznat u krugovima koji su surađivali s V programima. On je bio osoba koja je napravila većinu video spotova švedskog sastava ABBA.
1985. njegov film Moj život kao pas (šv.Mitt liv som hund) premijern jeo prikazan i naišao je na dobar prijem čak i kod američke publike, tako da je dobio ponudu režirati filmove i u SAD-u. Njegov prvi američki film bio je Once Around snimljen 1991. Hallström radi kasnije vrlo uspješne filmove poput Što muči Gilberta Grapea (1993.), Kućna pravila (1999.), Čokolada (2000.), The Shipping News (2001.), The Hoax (2006.) i Dear John (2010.). 
Za filmove Moj život kao pas i Kućna pravila Hallström je bio nominiran za Oscara najbolju režiju. Moj život kao pas bio je također nominiran za Oscara za najbolji adaptirani scenarij.
Oženjen je glumicom Lenom Olin s kojim ima kćer Toru (r. 1995.). Iz prvog braka s Malou Hallström ima sina Johana (r. 1976.)

## Filmografija
- 1975. – A Guy and a Gal
- 1977. – ABBA: The Movie
- 1979. – Father to Be
- 1981. – Tuppen
- 1983. – Happy We
- 1985. – Moj život kao pas
- 1986. – The Children of Noisy Village
- 1987. – More About the Children of Noisy Village
- 1991. – Once Around
- 1993. – Što muči Gilberta Grapea
- 1995. – Something to Talk About
- 1999. – Kućna pravila
- 2000. – Čokolada
- 2001. – The Shipping News
- 2005. – An Unfinished Life
- 2005. –  Casanova
- 2007. – The Hoax
- 2009. – Hachi: A Dog's Tale
- 2010. – Dear John
- 2011. – Salmon Fishing in the Yeme
- 2012. – The Hypnotist
- 2013. – Safe Haven
- 2014. – 100 koraka od Bombaya do Pariza